# Підземне сховище у Вілтоні
Підземне сховище у Вілтоні — комплекс каверн для зберігання сировини та продукції установки парового крекінгу, розташованої на східній околиці Мідлсбро.
З 1951 року у Вілтоні почало працювати піролізне виробництво. Для його обслуговування з 1959 по 1983 роки тут спорудили вісім підземних каверн, з яких станом на 2010-й експлуатувались п'ять: у чотирьох зберігали етилен, а в ще одній бутан. Інші три порожнини наразі є надлишковими або взагалі ніколи не використовувались.
Сховище створили шляхом розмивання соляних відкладень формації Boulby Halite (пермський період), які мають товщину до 40 метрів. Верхня та нижня межа каверн знаходиться на глибинах у 650 та 680 метрів відповідно, а їх загальний об'єм становить до 40 тисяч м3.